# Lars Benzelstierna (biskop)
Lars Benzelstierna, född den 19 april 1719 i Starbo, Norrbärke socken i Dalarna, död den 18 februari 1800 i Västerås, var en svensk professor och biskop. 

## Biografi
Lars Benzelstierna var son till Lars Benzelstierna och biskop Swedbergs och Sara Behms dotter Hedvig Swedenborg, som var syster till Emanuel Swedenborg. Efter studier i Uppsala och Lund blev Benzelstierna 1738 promoverad till filosofie magister vid det sistnämnda universitetet och där anställd som docent 1741 och som adjunkt i teologi 1743. Han prästvigdes 1741.
År 1746 flyttades han till Uppsala där han blev professor i grekiska, men övertog redan 1747 en teologisk professur, varmed han också blev kyrkoherde i Danmarks församling. År 1759 utnämndes han till biskop i Västerås stift, där han verkade över 40 år.
Från 1755 bevistade han de flesta riksdagarna under århundradet. Han utnämndes av Gustav III till en av kronprins Gustav Adolfs faddrar vid dennes dop den 10 november 1778 och fick vid drottningens kyrktagning den 27 december 1778 mottaga Gustav III:s faddertecken. Trots att han var van vid frihetstidens partistyrelse, gjorde han i allmänhet Gustav III till viljes och blev därför ordensbiskop 1785. Som sådan efterträdde han sin måg, Carl Edvard Taube, när dottern Catharina Eleonora blev änka.
Han skildras som en stilla och försiktig man och som mycket nitisk i sitt arbete.  Under sina visitationsresor besökte han samtliga av stiftets församlingar ett flertal gånger.
Benzelstierna var gift med sin kusindotter Elisabeth Maria, dotter till överstelöjtnant Albrecht Schönström  och Ulrica Adlersten. Han var kommendör av Nordstjärneorden. En dotter var gift med sin släkting Jakob von Engeström som var misstänkt för delaktighet i mordet på Gustaf III år 1792.